# Хинтер-Фишерхорн
Хи́нтер-Фишерхо́рн (нем. Hinter Fiescherhorn) или Задний Фишерхорн  — гора в Бернских Альпах, на границе кантона Вале, Швейцария. Её высота — 4 025 метров над уровнем моря.
Рядом с Хинтер-Фишерхорном находится более высокая вершина Гросс-Фишерхорн (нем. Gross Fiescherhorn, 4 049 м.). Хинтер-Фишерхорн получил своё название из-за того, что находится за ней. С севера обе эти вершины скрыты за другими горами, и их можно рассмотреть только от Гриндельвальда (1 034 м.).
Вершина Хинтер-Фишерхорн популярна у спортсменов, занимающихся ски-туром, поскольку это вершина при высоте более 4 000 метров над уровнем моря является легкодоступной.

## Альпинизм
Первое восхождение на Хинтер-Фишерхорн было совершено 28 июля 1885 года Г. Ламмером (G. Lammer) и А. Лорриа (A. Lorria), по северо-западному гребню.